# Šegrt
Šegrt je naziv za osobu koja se nalazi u procesu stjecanja praktičnih i teorijskih znanja u određenoj struci, obično kroz rad u radionici ili poduzeću pod nadzorom majstora. Ovaj se pojam najčešće veže uz obrte, kao što su stolarski, kovački, krojački, zlatarski i mnogi drugi, no može se odnositi i na druge industrije koje zahtijevaju stručne vještine i praksu. 
Sljedeća razina u hijerarhiji cehovskog sustava je kalfa.

## Povijest
Koncept šegrtovanja datira još iz srednjeg vijeka, kada su cehovi – organizacije obrtnika i trgovaca – imali stroge pravilnike o obrazovanju i osposobljavanju novih članova. Mladić koji bi započeo šegrtovanje bio bi prihvaćen u radionicu iskusnog majstora, gdje bi učio obrt kroz svakodnevni rad. Uz praktično osposobljavanje, šegrti su često morali svladati i teoretska znanja, a majstori su ih poučavali i o etici, poslovnim pravilima te specifičnim tehnikama obrta.
Na kraju šegrtovanja, šegrt je obično bio dužan izraditi svoje remek-djelo, tzv. "majstorski rad", kao dokaz stečenih vještina. Ako bi majstorsko vijeće priznalo kvalitetu rada, šegrt bi stekao zvanje majstora te dobio pravo otvoriti vlastitu radionicu ili postati član ceha.

## Značaj
Šegrtovanje je služilo ne samo za prijenos tehničkih vještina već i za očuvanje i razvoj kvalitete obrta unutar zajednice. Cehovi su osiguravali da samo kvalificirane osobe mogu raditi kao obrtnici, čime su štitili ugled svoje struke i interese zajednice. U današnjem kontekstu, šegrtovanje je ekvivalentno pripravničkom stažu ili obučavanju u struci.
Danas je šegrtovanje ili naukovanje regulirano kroz obrazovne programe u tehničkim i stručnim školama te u sustavima dualnog obrazovanja. Mnoge industrije još uvijek koriste model šegrta za obučavanje mladih radnika, kao što su građevinarstvo, ugostiteljstvo, strojogradnja i druge. Programi često uključuju periodični rad pod nadzorom stručnjaka, koji omogućava stjecanje praktičnih vještina uz teorijsku podlogu.